# Filipe Santos Oliveira
Filipe Santos Oliveira (Leiria, 21 aprile 1994) è un calciatore portoghese, centrocampista del Kotwica Kołobrzeg.

## Caratteristiche tecniche
È un mediano.

## Carriera
Ha giocato nella prima divisione portoghese ed in quella polacca.